# Gregorio Amunátegui Solar
Gregorio Amunátegui Solar (Santiago, 15 de marzo de 1868-Santiago, 20 de julio de 1938) fue un académico y médico cirujano chileno. Fue rector de la Universidad de Chile entre 1923 y 1924, y ministro de Justicia e Instrucción Pública en dos oportunidades (1915 y 1924).
Miembro de la destacada familia Amunátegui, fue hijo de Miguel Luis Amunátegui.
Estudió medicina en la Universidad de Chile, titulándose en 1886, y fue catedrático del curso de Medicina Legal. Fue decano de la Facultad de Medicina de la misma institución. Durante la Guerra Civil de 1891, fue cirujano mayor del Ejército revolucionario.
Asumió el cargo de rector de la Universidad de Chile en reemplazo de su hermano Domingo Amunátegui Solar, quién lo abandonó para asumir como ministro del Interior. Durante su breve rectorado estuvo a cargo de la realización de la V Conferencia Panamericana de 1923 y trabajó para mejorar la autonomía económica de la universidad. Producto de la crisis política que vivía el gobierno de Arturo Alessandri, Gregorio Amunátegui fue convocado a formar parte del gabinete tras el llamado Ruido de sables. Así, asumió el Ministerio de Justicia e Instrucción Pública un par de días antes del golpe de Estado. Amunátegui permaneció en el cargo algunas semanas más, bajo el régimen de Luis Altamirano.